# 在拉脱维亚的俄罗斯人
俄羅斯人一度是拉脫維亞最大的少数族裔群体。在蘇聯侵佔拉脫維亞时期，在拉脱维亚的俄罗斯人人口数量增至之前的四倍多，1935年时，俄裔社群人口（206499人）占拉脱维亚总人口的8.8%，1989年时，两数据分别为905515人和34.0%。拉脱维亚于1991年重获独立后，俄裔社群规模开始缩减，至2022年初，其人数占拉脱维亚总人口的24.2%。

## 古代拉脱维亚
拉脱维亚语中对俄罗斯人的称谓krievi和对俄罗斯的称谓Krievija起源于克里維奇人。11至12世纪时，拉脱维亚东部的两公国杰西卡公国和科克内斯公国曾向波洛茨克公国进贡。

## 立窝尼亚
1208和1209年，杰西卡公国和科克内斯公国先后被宝剑骑士团征服，之后都被并入聖母之土。

### 早期交易
當時有东斯拉夫人在拉脱维亚城市经商。

### 地区衝突
1481年，作为对立窝尼亚人袭击俄罗斯西北部的回击，莫斯科大公伊凡三世率军短暂攻占了立窝尼亚东南部的迪納布爾加城堡。在立窩尼亞戰爭期间，俄罗斯沙皇伊凡四世的军队曾攻占过位于拉脱维亚东部的几座城堡和城镇，其中部分地点甚至被占据了4年。
十七世纪下半叶，一些在俄罗斯受到宗教压迫的旧礼仪派信徒选择了定居于波蘭立陶宛聯邦領土拉特加爾。
17世纪，在俄国沙皇阿列克谢·米哈伊洛维奇·罗曼诺夫所发动的俄罗斯-瑞典战争（1656-1658）期间，俄方攻占了拉特加尔东部地区之大部，将陶格夫匹尔斯改名为鲍里索格列布斯克（Borisoglebsk），并控制了该地区11年（1656-1667）。安德鲁索沃条约签订后，俄罗斯被迫将该地区出让给波兰。

### 俄罗斯的统治
1710年，里加在大北方戰爭中被俄羅斯沙皇國攻占。拉脱维亚境内的俄罗斯贸易开始繁荣发展，一个活跃的俄罗斯商人阶层开始在拉脱维亚定居。里加的首座俄罗斯人学校创建于1789年。波蘭立陶宛聯邦在1772年遭第一次瓜分后，拉特加尔地区被并入俄罗斯帝国，库尔兰和瑟米加利亚公国则于1795年被并入俄国。
俄罗斯对包括拉脱维亚在内的波罗的海国家进行贸易投资。至19世纪中叶，仍在发展中的拉脱维亚俄资企业开始吸引俄罗斯工人。由于俄国给予了波罗的海诸省份一定程度的自治权，不像俄罗斯帝国其他地区那样受所有法律制约，部分俄国农民因此移居拉脱维亚，逃离俄罗斯的社会与宗教高压环境。尽管部分俄罗斯贵族也在拉脱维亚站稳了脚跟，但掌握行政权的依旧是波罗的海德意志人。

### 拉脱维亚民族觉醒
拉脱维亚的俄裔社群在很大程度上是俄罗斯境内的俄裔人口的後代，但他们还是逐渐发展出了一种独立于俄罗斯的社群意识，俄裔拉脱维亚居民已经开始逐渐自视为拉脱维亚民族的一员。
1819年，拉脱维亚境内除拉拉特加爾地区以外的所有地区就已经废止了农奴制度。1816年，俄裔拉脱维亚人开办了里加的首份俄语报纸《里加俄语周刊》（Российское еженедельное издание в Риге）。俄裔人Evgraf Vasilyevich Cheshikhin于1869年创办了俄语日报《里加先驱报》（Рижский Вестник），该报最终在Cheshikhin于1888年逝世后停刊。

### 帝国的衰落和终结

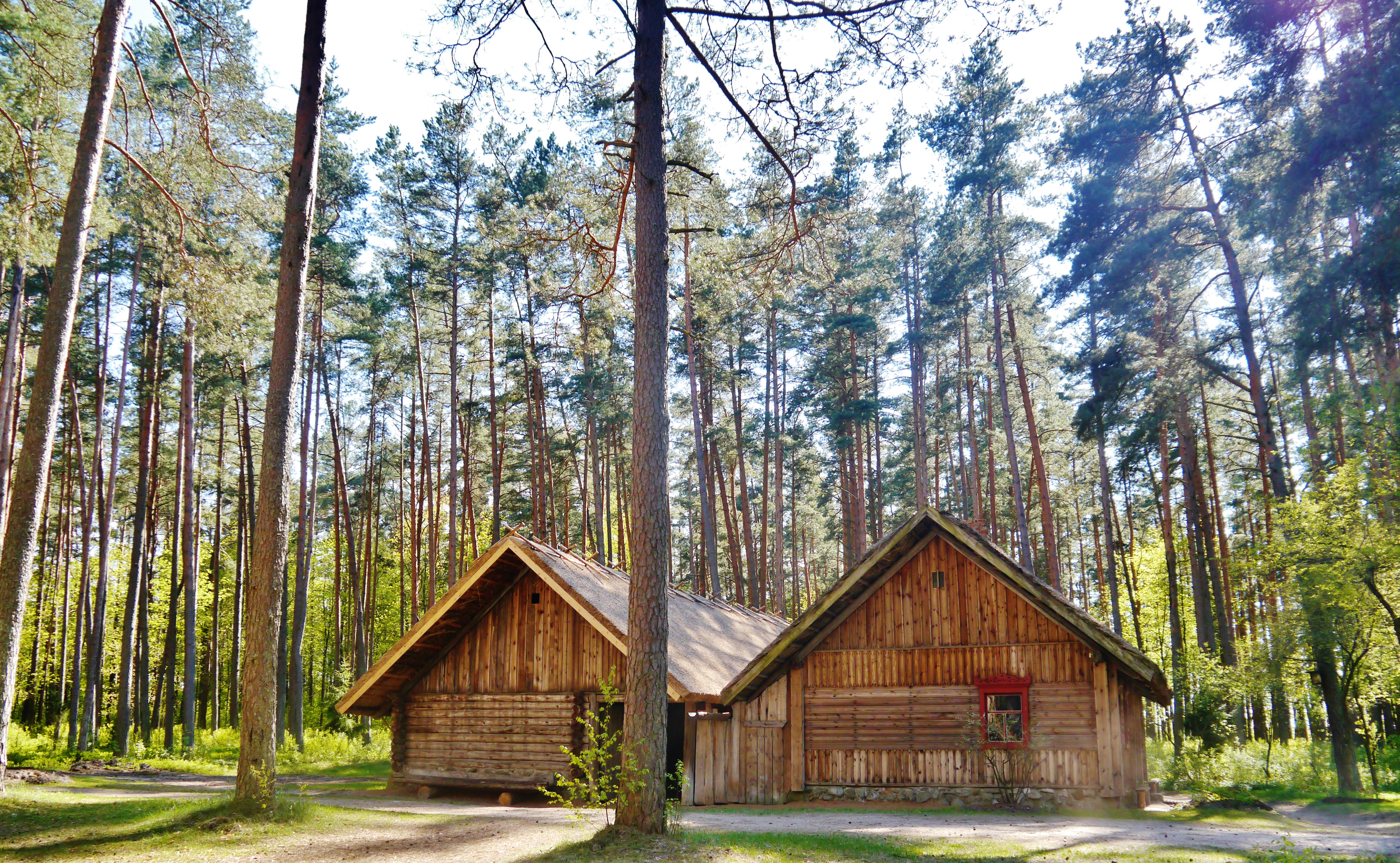
位于拉特加尔雷澤克內區由俄罗斯农民建于19世纪下半叶的房子

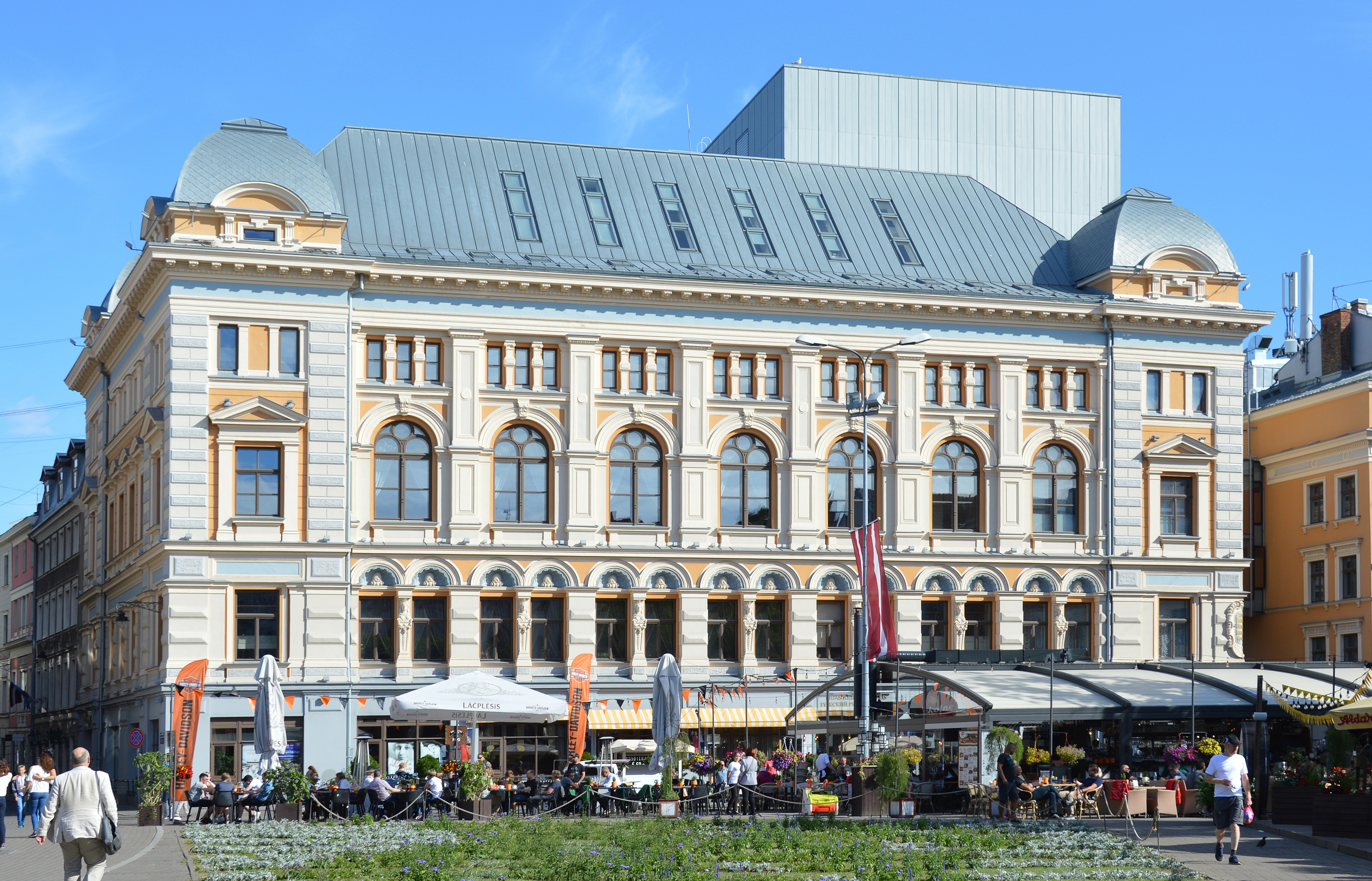
成立于1883年的里加俄羅斯劇場

20世纪之初，世界各大工业城市的工人人口中，俄罗斯人占据了很明显的一大部分。在拉脱维亚以及俄罗斯帝国其他地方，工厂工人的生活状况只能用严酷来形容。他们在恶劣且不安全的条件下平均每天工作11小时，周六工作10小时。几年以来，社会变得愈发不稳定。
1905年俄国革命蔓延到拉脱维亚时，这里的最大反革命势力无疑是波罗的海德意志人精英阶层，拉脱维亚革命者没有气馁，阶级斗争亦未发生。因此，拉脱维亚的革命与发生在俄国其他地方的革命有着根本区别。俄裔和拉脱维亚裔农民烧毁了几十座庄园宅邸。但拉脱维亚革命者并未煽动群众的脱俄情绪，因为拉脱维亚民族主义者依然认为本民族需要借俄罗斯帝国之力来反抗波罗的海德意志人的统治。
1905年革命结束时，沙皇尼古拉二世做出了各种让步，包括建立杜马，以图继续掌握皇权。尽管俄罗斯化政策并未终止，但波罗的海德意志人再度赢得了沙皇的恩宠，继续替他控制拉脱维亚等地。在一个俄军团级单位的协助下，德意志人们将拉脱维亚人作为打击对象。

### 人口统计
截至19世纪末，拉脱维亚已有了规模相当可观的俄裔人口。1897年首次全俄人口普查数据表明，俄裔拉脱维亚居民共有171000人，分布情况如下：拉特加尔77000人、維澤梅68000人、庫爾蘭和瑟米加利亞26000人。城市与农村人口比例约为2:1，但拉特加尔地区并非这样，城市与农村人口比例约为1:2。维泽梅、库尔兰、瑟米加利亚的俄裔人口中的一半都来自附近的俄罗斯省份。例如，在拉特加尔的雷澤克內区，当地10%的俄罗斯人都来自其他省份。
社会结构方面，拉脱维亚俄罗斯族裔与该国大多数其他民族群体都不同。拉脱维亚俄裔人口中最大的社会群体是农民（54%，拉特加尔地区的俄裔人口之主体就是农民），另有35%的中产阶级人口，而世袭与个人贵族（贵族阶层）人口则占8%。

## 拉脱维亚 (1918–1940)

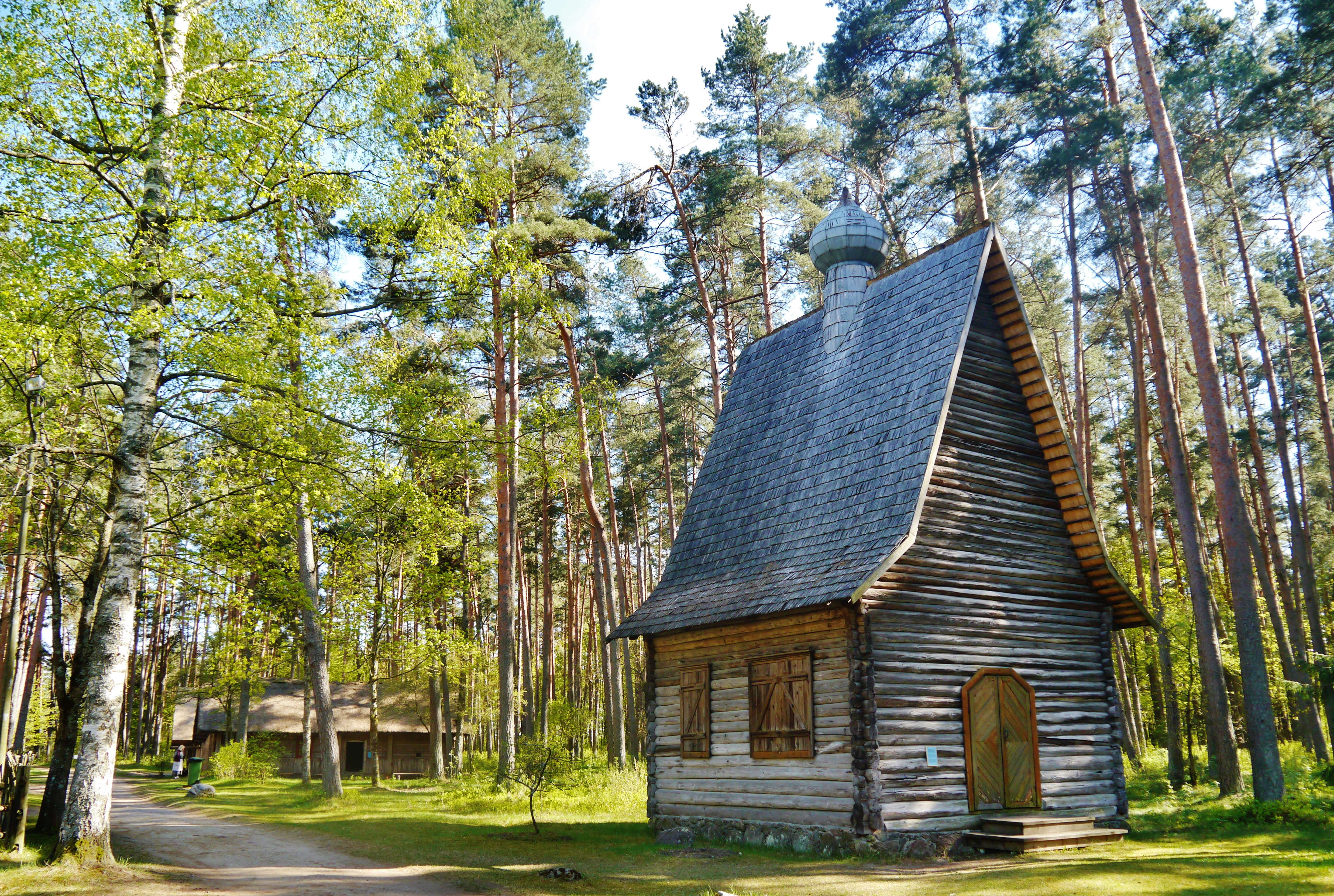
位于雷澤克內市鎮的一個建于1930年代的俄罗斯东正教教堂

1918年11月18日，拉脱维亚共和国宣告成立。所有在拉脱维亚受外国统治期间生活在其境内的居民都有机会作为少数民族继续留在该国发展。
拉脱维亚的这段独立时期是有利于该国俄裔群体发展的。不仅是在拉脱维亚共和国全境之内，而且在所有曾在历史上属于拉脱维亚的地区，俄裔人口数量都在不断增长。
1920年的拉脱维亚首批统计数据显示，当时境内的俄裔人口有91000人。1935年，拉脱维亚俄裔少数族裔人口已增至206000。在拉脱维亚的这段独立时期，俄裔人一直是该国最大的少数民族群体。1935年，拉脱维亚俄裔人口占全国人口的10.5%（在1920年，这一比重则是7.8%）
导致俄裔人口增长的因素有以下几个。俄国内战以及苏维埃政权的成立制造了一批难民与移民潮，他们被很多国家——包括拉脱维亚——所接收。1920年陶格夫匹尔斯战役过后，波兰将俄裔人口占多数的陶格夫匹尔斯市的控制权让与拉脱维亚。拉脱维亚共和国与苏俄签订的和平条约将普斯科夫省部分地区以及当地的大量俄裔人口全部划归拉脱维亚。但导致拉脱维亚俄裔人口增长的主要原因是他们的高自然出生率。例如，1929年，拉脱维亚俄裔人口的自然增长量为2800人，而当时总人口数达俄裔人口之9倍的拉脱维亚人的人口自然增长量也只不過是3700人。此时俄裔人口的四分之三都定居于拉特加尔地区，另有14%定居于里加。
独立时期的拉脱维亚時期，绝大多数俄裔人（80%）都从事农业，工业和商业从业人口分别只有7%和4.9%。大部分拉脱维亚俄裔居民的农场都位于全国经济发展水平最低的拉特加尔地区。
拉脱维亚共和国初创时，该国俄裔人口的平均识字率要低于帝俄时期。1920年，拉脱维亚的俄裔人中只有42%的男性和28%的女性有读写能力。独立时期，拉脱维亚学校中的俄裔学生人数有了大幅增长（1925至1935年间，人数增加了1.5倍）。因此，6-20岁的拉脱维亚裔与俄裔学生间的人数差异大幅缩小（各自相应比例为54%和47%）。
但在高等教育方面，俄裔人口所占比重就很低了。1920年，拉脱维亚大学全体学生中只有65人为俄裔，1939年，该数字升至220人。
在很长一段时间里，拉脱维亚共和国都在尝试在高度民族文化自治的基础上让俄裔少数民族进一步融入社会。截至1920年代末，92%的俄裔拉脱维亚儿童就读于使用俄语的小学。1920年代末及1930年代初，少数族裔父母将孩子送到用拉脱维亚语教学的学校上学的趋势在上升。1935年，接受母语教学的俄裔儿童比例降低至60%。
由于拉脱维亚俄裔人一般不主动学习拉脱维亚语或其他少数民族语言，因此俄语在拉脱维亚的普及率较高。1920至1930年间，拉脱维亚俄裔人中只有稍稍多于15%的人能读写拉脱维亚语言。

### 政治生活与政治观念
拉脱维亚俄裔人享有拉脱维亚公民所拥有的所有权利，因此能够参与国家政治生活。作为少数民族的俄裔人也能参与拉脱维亚制宪会议以及全部四级拉脱维亚议会的选举活动。
拉脱维亚全体选民中有2%-6%的人会把票投给俄裔人政党。在整个独立时期，俄裔人口聚居地区（里加和拉特加尔）的俄裔选民投票支持俄裔政党的现象一直在变得愈发明显。

## 拉脱维亚併入蘇聯時期 (1940–1990)

### 1940–1941
1940年夏，拉脱维亚被苏联占领。
该国俄裔少数群体对此事的态度并不一致，大致可分辩出以下三类立场：
1. 完全不认同蘇聯，俄裔人中的知识阶层与宗教人士尤為明顯
2. 拉脱维亚部分俄裔人对约瑟夫·斯大林心存幻想，希望其能演变为与俄罗斯君主制类似的政治体制
3. 全力支持蘇聯

在蘇聯控制拉脫維亞的第一年，拉脱维亚俄裔人的所有民族期刊就都被关停，他们中的很多主要公众人物都遭到镇压，乃至杀害。但依旧有部分俄裔人支持蘇聯。苏联集体农庄开始在拉脱维亚出现，安全部门和工人卫队中亦存在大量拉脱维亚俄裔人。共产党在拉脱维亚迅速发展，并获得了当地俄裔人的大力支持。

### 1941–1944
纳粹德国于1941年入侵苏联，随后占领拉脱维亚。
一部分拉脱维亚俄裔人加入了苏联红军或游击武装，抵抗德国侵略者，支持共产党地下运动。
但同时也有不少俄裔人与纳粹当局合作。一些纳粹德国军事单位也征募到了俄裔人。纳粹曾试图争取深受布尔什维克之苦的俄裔人的支持。纳粹当局在陶格夫匹尔斯开设了一家俄罗斯剧院，在雷澤克內创办了教师协会，开办俄语教师培训课程。

### 战后移民之特性
在今日拉脱维亚，俄裔是仅次于拉脱维亚人的第二大民族群体。1989年，该民族人口为905500人，占全国总人口的34%。与战前的人口统计情况相比，俄裔人口增长了4.5倍。他们在拉脱维亚民族构成中占据的比重也增长了3.5倍。
自然增长无法完全解释如此巨大的俄裔人口增长。今日拉脱维亚的俄裔人口之大部都是来自其他苏联加盟共和国的移民运动的结果，而其中一主要源头就是苏俄。
绝大部分拉脱维亚俄裔人都定居于城镇而非乡村。他们偏向于挑选里加和大城市陶格夫匹尔斯等较大城市安家。就业方面，俄裔人与拉脱维亚人间也存在明显差别。逾三分之一的俄裔人口从事工业（在拉脱维亚人中，该比例为四分之一），7%的俄裔人从事农业（在拉脱维亚人中，该比例为22%），1%的俄裔人从事文化与艺术业（在拉脱维亚人中，该比例为2.5%）。

### 民族意识
在整个苏联时期，拉脱维亚的俄语（以及拉脱维亚语）媒体都成了共产主义意识形态的传播工具，影响着拉脱维亚俄裔人的观念与意识。
1980年代末，苏联的首度大规模民主改革带来了各民族的觉醒。有些俄裔个人与组织大力支持拉脱维亚民族觉醒运动“Atmoda”。
与此同时，一些拉脱维亚俄裔人对拉脱维亚獨立持怀疑态度。1989年的一次民意调查之结果就体现了这一点。非拉脱维亚裔人口中只有49%支持拉脱维亚独立计划（在拉脱维亚裔人中，支持计划的比重达到了93%）。成立于1989年的拉脱维亚苏维埃社会主义共和国劳动人民国际阵线就曾公开提出拉脱维亚应留在苏联，维持社会主义经济制度。国际阵线的一大目的就是赢得反对拉脱维亚獨立的俄裔人的支持。

## 拉脱维亚第二次獨立後（1990年至今）

拉脱维亚和其他波罗的海国家俄罗斯人的百分比分布（2021 年）

拉脱维亚俄裔人主要生活在城市地区。2006年，首都里加的人口中有42.3%都是俄裔人，第二大城市陶格夫匹尔斯的俄裔人口比重为53.5%（不包括其他以俄语为母语的民族人口）。苏联时期，移民拉脱维亚的俄裔人主要在工业中心的工厂工作。2022年初，拉脱维亚俄裔人口占全国总人口的24.2%。
拉脱维亚中央统计局数据显示，2011-2017年间有19932名俄罗斯人移居拉脱维亚，而拉脱维亚本国的俄裔人中则有48851人移居他国。

### 公民身份
拉脱维亚于1991年重获独立后，其政府并未自动给予1940年6月之后入境的移民及其后代以公民身份，受该政策影响的最大群体就是俄裔人。一開始拉脫維亞當局要求必須熟悉了解拉脱维亚语言及历史的人才算是拉脫維亞公民，后来这些条件都有所放宽。但拉脱维亚俄裔人中仍有相当一部分人属于非公民。截至2022年1月，拉脱维亚俄裔人的绝大部分（66.5%，302230人）拥有公民身份。

### 俄语
因为拉脱维亚《国家语言法》规定国家的官方语言只有拉脱维亚语，所以拉脱维亚的部分俄裔人和俄语母语者（例如社会民主党“和谐”、拉脱维亚俄罗斯族联盟）一直爭取提高俄語地位。
2012年2月18日，拉脱维亚举行了关于是否将俄语定为第二官方语言的公投。中央选举委员会公布的数据显示，74.8%的人选择反对，24.9%的人选择支持，投票率则为71.1%。
拉脱维亚当局决定，从2019年开始逐步停止在私立学院及大学进行俄语授课，公立高中也将摒弃俄语，只有与俄裔少数群体的文化和历史相关的科目——如俄语和俄罗斯文学——将继续保留俄语授课选项。

### 政治代表
当代拉脱维亚存在数个自称代表俄语少数群体的政党与政治人物，其中包括拉脱维亚俄罗斯族联盟以及社会民主党“和谐”。这些政党支持俄语权利，主张自动准予所有拉脱维亚非公民以公民身份。
拉脱维亚政府高层中也有俄裔政治人物。